# 丹雷育瓦玛
丹雷育瓦玛，是缅甸若开邦洞鸽县下辖的一个镇。该镇是缅甸民地武若开军政治组织若开民族联盟的活动范围。